# Fußball-Olympiaauswahl der DDR

1964 als Teil der gesamtdeutschen Mannschaft und 1968 erstmals als eigenständige Mannschaft, trat die DDR-Auswahl unter einer speziellen Olympiaflagge an.

Ab 1972 trat die DDR unter der eigenen Staatsflagge an.

Die Fußball-Olympiaauswahl der DDR beteiligte sich von 1959 bis 1988 an den Ausscheidungs- und bei erfolgreicher Qualifikation an den Endrundenspielen der olympischen Fußballturniere.
Die Deutsche Demokratische Republik (DDR) war mit ihrer Fußballauswahlmannschaft, die bei einigen Turnieren mit der A-Nationalmannschaft identisch war, mit einer Gold-, einer Silber- und zwei Bronzemedaillen bei Olympischen Spielen wesentlich erfolgreicher als bei den Fußball-Europa- und Weltmeisterschaften. Lediglich 1974 konnte die A-Nationalmannschaft bis in die 2. Finalrunde einer Weltmeisterschaft vorstoßen. Die Olympiaauswahl profitierte von dem Umstand, dass bis 1984 die Fußballspieler des europäischen Ostblocks vom Internationalen Olympischen Komitee (IOC) insgesamt als Amateure angesehen wurden und damit für die Turniere bei Olympischen Spielen spielberechtigt waren, während sich die Verbände mit Profifußball nur mit Amateurauswahlen beteiligen konnten. So trat die DDR-Auswahl schon 1959 bei den innerdeutschen Ausscheidungsspielen ganz offen als „Nationalmannschaft der DDR“ an. Auch die ab 1962 mehrfach angewandte Regelung, dass Spieler mit Einsätzen bei WM-Qualifikations- und Endrundenspielen nicht mehr für Olympia spielberechtigt waren, beeinträchtigte weder die DDR noch die übrigen Ostblockmannschaften wesentlich. Erst der Beschluss des IOC, ab 1984 auch Profispieler der Altersklasse U-23 zuzulassen, stellte ein gewisses Gleichmaß her. Das wirkte sich jedoch nicht sofort auf die DDR-Olympiaauswahl aus, sie konnte sich für das Turnier 1984 sportlich qualifizieren, nahm aber aufgrund des Olympiaboykotts der DDR nicht am Turnier in Los Angeles teil. 1988 scheiterte die Auswahl dagegen in der Qualifikation für die Endrunde des olympischen Fußballturniers.
Obwohl die DDR-Olympiaauswahl in den meisten Spielen mehrheitlich mit aktuellen Nationalspielern antrat, wurden nicht alle diese Begegnungen als offizielle Länderspiele gewertet. Lediglich die Spiele gegen Rumänien 1967 gingen in die Länderspielstatistik der FIFA ein, die Spiele der Endrunden von 1972 und 1976 wurden nachträglich wieder gestrichen. Der DFB zählt die acht gestrichenen Spiele jedoch weiterhin als DDR-Länderspiele, sie werden daher nachfolgend auch als solche gekennzeichnet. Die DDR-Olympiaauswahl bestritt von 1959 bis 1988 insgesamt 65 Qualifikations- und Endrundenspiele, von denen sie 42 gewann. Sie war in den Endrunden der Spiele von 1964, 1972, 1976 und 1980 vertreten und gewann dort jedes Mal eine Medaille: Gold 1976, Silber 1980, Bronze 1964 und 1972.
Siehe auch: Liste der Spieler der Fußballolympiaauswahl der DDR

## Olympische Spiele 1960
Da das IOC bis einschließlich 1964 nur eine gesamtdeutsche Olympiamannschaft zuließ, musste bis dahin auch geklärt werden, welche Fußballmannschaft für die Olympischen Spiele nominiert werden sollte. Nachdem die DDR 1956 darauf verzichtet hatte, Fußballspieler in eine gesamtdeutsche Mannschaft zu entsenden, einigte sich der Deutsche Fußball-Verband (DFV) nach langwierigen Verhandlungen mit dem Deutschen Fußball-Bund (DFB) und nach Intervention des IOC am 4. September 1959 darauf, für die Spiele in Rom 1960 zwei innerdeutsche Ausscheidungsspiele durchzuführen. Der DFB bestand jedoch darauf, die Spiele unter Ausschluss der Öffentlichkeit durchzuführen. Unter strikter Geheimhaltung der Austragungsorte, angekündigt wurden nur Begegnungen im „Raum Berlin und Duisburg“, fanden die beiden Spiele gegen die DFB-Nationalmannschaft der Amateure schließlich am 16. September 1959 im Berliner „Walter-Ulbricht-Stadion“ und am 23. September im Düsseldorfer „Rheinstadion“ statt. Während in der DDR-Olympiaauswahl durchgehend Spieler aus der Nationalmannschaft eingesetzt wurden, musste die DFB-Auswahl Amateurspieler ohne jegliche Länderspielerfahrung aufbieten. Nur sieben der 15 Akteure spielten bei Vereinen der Oberliga, der höchsten DFB-Spielklasse. Trotz dieses Handikaps gewann die DFB-Auswahl die beiden Spiele mit 2:0 und 2:1 und versperrte damit der DDR-Olympiaauswahl den Gang nach Rom. Die DFB-Auswahl scheiterte dann aber in der Qualifikation an Polen, so dass in Rom keine deutsche Mannschaft am Fußballturnier teilnahm.

### Spielstatistik 1959
| 1. | 16. September 1959, Ostberlin (keine Zuschauer), DDR – Deutschland (Amateure) 0:2 |
|    | DDR: Klaus Thiele (4*) – Bringfried Müller (17), Werner Heine (6), Hans-Dieter Krampe (3) – Dieter Fischer (2), Werner Unger (5) – Roland Ducke (5), Günter Schröter (27), Gerhard Vogt (4), Dieter Erler (3), Reinhard Franz (4) – Trainer: Heinz Krügel BR Deutschland: Manfred Eglin – Werner Olk, Jürgen Kurbjuhn – Matthias Mauritz, Herbert Schäfer, Willi Schulz – Willy Meyer, Günter Herrmann, Joachim Thimm, Günter Nauheimer, Gert Dörfel – Trainer: Georg Gawliczek Schiedsrichter: Kornelus (ČSR) Torfolge: 0:1 Fischer (53., Eigentor); 0:2 Dörfel (83.)              |
| 2. | 23. September 1959, Düsseldorf (keine Zuschauer), Deutschland (Amateure) – DDR 2:1 |
|    | DDR: Karl-Heinz Spickenagel (16) – Hans-Dieter Krampe, Werner Heine, Martin Skaba (2) – Dieter Fischer, Werner Unger – Roland Ducke, Lothar Meyer (11), Gerhard Vogt, Günter Schröter, Wilfried Klingbiel (2) – Trainer: Heinz Krügel BR Deutschland: Manfred Eglin – Willi Gerdau, Werner Olk – Jürgen Neumann, Herbert Schäfer, Willi Schulz – Matthias Mauritz, Heinz Höher, Joachim Thimm, Horst Wilkening, Gert Dörfel – Trainer: Georg Gawliczek Schiedsrichter: Joop Martens (Niederlande) Torfolge: 0:1 Schröter (14., Handstrafstoß); 1:1 Thimm (33.); 2:1 Wilkening (65.) |

(* bisherige A-Länderspiele)

## Olympische Spiele 1964

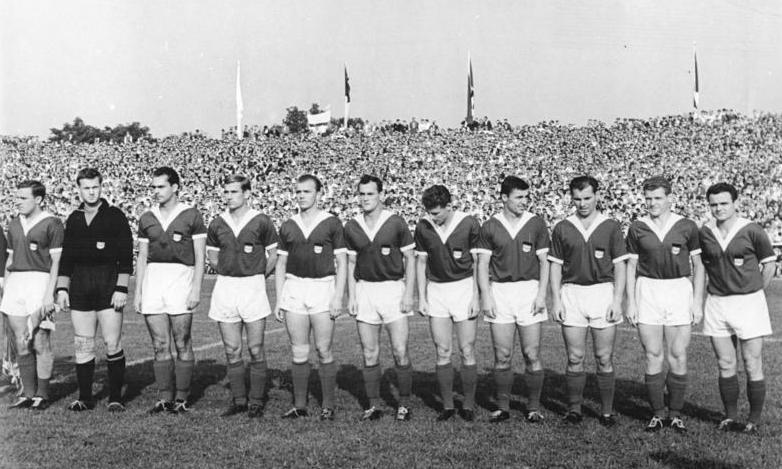
Von links nach rechts: Nöldner, Heinsch, Kleiminger, Pankau, Urbanczyk, Frässdorf, Stöcker, Nachtigall, Unger, Liebrecht und Wacker (22. September 1963)

### Innerdeutsche Ausscheidung
Auch für die Spiele von Tokio 1964 hatten sich beide deutschen Seiten auf Ausscheidungsspiele geeinigt, ohne jedoch vorher auf das politisch bedingte Vorgeplänkel verzichten zu können. Im Gegensatz zu 1959 fanden jedoch beide Begegnungen im normalen Rahmen statt: am 15. September 1963 im Ernst-Thälmann-Stadion der damaligen Karl-Marx-Stadt vor 50.000 Zuschauern und am 22. September 1963 im Niedersachsenstadion in Hannover vor 15.000 Zuschauern. Konnte die DDR-Olympiaauswahl 1959 noch mit der kompletten A-Nationalmannschaft antreten, musste sie diesmal aufgrund eines FIFA-Beschlusses auf die Nationalspieler verzichten, die zuvor in Qualifikationsspielen zur Weltmeisterschaft aufgeboten worden waren. Als Trainer fungierten Károly Sós und Hans Studener. Die DFB-Auswahl konnte wiederum nur mit Amateurspielern antreten. Nach dem frustrierenden Auftreten von 1959 zeigte sich die DDR-Olympiaauswahl diesmal hoch motiviert und stellte schon im ersten Spiel mit einem 3:0-Sieg die Weichen nach Tokio. Die 1:2-Niederlage eine Woche später konnte das Ergebnis nicht mehr korrigieren.

### Spielstatistik 1963
| 3. | 15. September 1963 | Karl-Marx-Stadt (50.000) | DDR – BR Deutschland (Amateure) 3:0 | Tore: Kleiminger, Stöcker, Nöldner |
| 4. | 22. September 1963 | Hannover (15.000)        | BR Deutschland (Amateure) – DDR 2:1 | Tor: Stöcker                       |

### Qualifikationsspiele
Nach dem Gewinn der innerdeutschen Ausscheidung war für die DDR-Olympiaauswahl der Weg für die eigentliche Olympiaqualifikation im ersten Halbjahr 1964 frei, in der sie auf die Amateurmannschaft der Niederlande und auf die Olympiaauswahl der Sowjetunion traf. Während die Niederländer ohne Schwierigkeiten mit 1:0 und 3:1 ausgeschaltet werden konnten, waren die Begegnungen mit der Sowjetunion von hoher Dramatik gekennzeichnet. Während die Spiele in Leipzig und in Moskau jeweils 1:1 geendet hatten, setzte sich die DDR-Olympiaauswahl im Entscheidungsspiel am 28. Juni in Warschau überraschend hoch mit 4:1 durch.

### Spielstatistik 1964 Qualifikation
| 5. | 14. April 1964 | Den Haag (5.000)  | Niederlande – DDR 0:1 | Tor: Fräßdorf                                |
| 6. | 28. April 1964 | Rostock (20.000)  | DDR – Niederlande 3:1 | Tore: Frenzel, Stöcker, Fräßdorf             |
| 7. | 31. Mai 1964   | Leipzig (80.000)  | DDR – Sowjetunion 1:1 | Tor: Frenzel (1:0)                           |
| 8. | 7. Juni 1964   | Moskau (80.000)   | Sowjetunion – DDR 1:1 | Tor: Kleiminger (1:1)                        |
| 9. | 28. Juni 1964  | Warschau (25.000) | DDR – Sowjetunion 4:1 | Tore: Kleiminger, Urbanczyk, Vogel, Fräßdorf |

### Endrundenturnier Tokio
In der Vorrunde des olympischen Endrundenturniers musste sich die DDR-Olympiaauswahl, die in Tokio innerhalb der gesamtdeutschen Mannschaft als Deutschland antrat, mit dem Iran, Rumänien und Mexiko auseinandersetzen. Trainer Sós musste auf die verletzten bisherigen Stammspieler Liebrecht und Kleiminger verzichten, dafür rückten Rock, Engelhardt und Bauchspieß nach. Während sich die Iraner und Mexikaner als leichte Gegner erwiesen und mit 4:0 bzw. 2:0 bezwungen wurden, konnte gegen die Olympiaauswahl Rumäniens nur ein 1:1 erreicht werden. Es reichte jedoch zum Einzug in das Viertelfinale, wo der Olympiasieger von 1960 Jugoslawien wartete. Mit einer guten Leistung und einem frühen Tor von Mittelstürmer Frenzel spielte sich die deutsche Auswahl mit 1:0 in das Halbfinale. Im Spiel gegen die CSSR mussten die Deutschen das Handicap tragen, ab der 30. Minute nur noch mit zehn Akteuren zu spielen, da Verteidiger Urbanczyk nach einer schweren Knieverletzung ausscheiden musste (Auswechslungen waren damals nicht erlaubt). Obwohl Nöldner die deutsche Elf in Führung geschossen hatte, siegte die CSSR durch ein Tor in der letzten Spielminute am Ende mit 2:1. Im Spiel um die Bronzemedaille trafen die Deutschen auf Ägypten, die Überraschungsmannschaft des Turniers. Am 23. Oktober 1964 gab es vor 60.000 Zuschauern einen souveränen 3:1-Sieg durch Tore von Frenzel, Vogel und Stöcker. Nach 13 Spielen hatte die DDR-Olympiaauswahl für Deutschland die Bronzemedaille erkämpft. In dieser Begegnung wurde mit folgender Mannschaft gespielt:
Jürgen Heinsch – Peter Rock, Manfred Walter, Manfred Geisler – Herbert Pankau, Gerhard Körner – Hermann Stöcker, Otto Fräßdorf, Henning Frenzel, Jürgen Nöldner, Eberhard Vogel

### Spielstatistik Endrunde 1964
| 10. | 11. Oktober 1964 | Vorrunde (15.000)        | DDR – Iran 4:0        | Tore: Frenzel 2, Bauchspieß, Vogel |
| 11. | 13. Oktober 1964 | Vorrunde (25.000)        | DDR – Rumänien 1:1    | Tor: Frenzel (1:0)                 |
| 12. | 15. Oktober 1964 | Vorrunde (13.000)        | DDR – Mexiko 2:0      | Tore: Barthels, Nöldner            |
| 13. | 18. Oktober 1964 | Viertelfinale (10.000)   | DDR – Jugoslawien 1:0 | Tor: Frenzel                       |
| 14. | 20. Oktober 1964 | Halbfinale (20.000)      | DDR – CSSR 1:2        | Tor: Nöldner (1:0)                 |
| 15. | 23. Oktober 1964 | Spiel um Bronze (60.000) | DDR – Ägypten 3:1     | Tore: Frenzel, Vogel, Stöcker      |

### Spieleraufgebot 1963–1964
(System 3-2-5, * bisherige A-Länderspiele)
| Name / Spiel Nr.         | 3  | 4  | 5  | 6  | 7  | 8  | 9  | 10 | 11 | 12 | 13 | 14 | 15 |
| ------------------------ | -- | -- | -- | -- | -- | -- | -- | -- | -- | -- | -- | -- | -- |
| Jürgen Heinsch (1*)      | 1  | 1  | 1  | 1  | 1  | 1  | 1  | 1  | 1  | -  | 1  | 1  | 1  |
| Horst Weigang (2)        | -  | -  | -  | -  | -  | -  | -  | -  | -  | 1  | -  | -  | -  |
| Klaus Urbanczyk (13)     | 2  | 2  | 2  | 2  | 2  | 2  | 2  | 2  | 2  | 2  | 2  | 2  | -  |
| Werner Unger (6)         | 3  | 3  | 3  | 3  | -  | 6  | 6  | -  | -  | 6  | -  | -  | -  |
| Manfred Walter (-)       | -  | -  | -  | -  | 3  | 3  | 3  | 3  | 3  | 3  | 3  | 3  | 3  |
| Konrad Wagner (4)        | 4  | 4  | -  | -  | -  | -  | -  | -  | -  | -  | -  | -  | -  |
| Klaus-Dieter Seehaus (3) | -  | -  | 4  | 4  | 4  | -  | -  | -  | -  | 5  | -  | -  | -  |
| Peter Rock (-)           | -  | -  | -  | -  | -  | -  | -  | -  | -  | 4  | -  | -  | 2  |
| Herbert Pankau (3)       | 5  | 5  | 5  | -  | -  | 5  | 5  | 5  | 5  | -  | 5  | 5  | 5  |
| Kurt Liebrecht (11)      | 6  | 6  | 10 | 6  | -  | -  | -  | -  | -  | -  | -  | -  | -  |
| Manfred Geisler (-)      | -  | -  | -  | -  | 6  | 4  | 4  | 4  | 4  | -  | 4  | 4  | 4  |
| Gerhard Körner (11)      | -  | -  | 6  | 5  | 5  | 8  | 8  | 6  | 6  | -  | 6  | 6  | 6  |
| Rainer Nachtigall (8)    | 7  | 7  | -  | -  | -  | -  | -  | -  | -  | -  | -  | -  | -  |
| Eberhard Vogel (2)       | -  | -  | -  | -  | 7  | 11 | 11 | 11 | 11 | -  | 11 | 11 | 11 |
| Wolfgang Barthels (2)    | -  | -  | 7  | 7  | -  | -  | -  | -  | -  | 7  | -  | -  | -  |
| Dieter Engelhardt (-)    | -  | -  | -  | -  | -  | -  | -  | 7  | -  | -  | -  | -  | -  |
| Jürgen Nöldner (8)       | 8  | 8  | -  | -  | -  | -  | -  | -  | 10 | 10 | 10 | 10 | 10 |
| Bernd Bauchspieß (1)     | -  | -  | -  | -  | -  | -  | -  | 8  | 8  | -  | 8  | -  | -  |
| Otto Fräßdorf (1)        | 9  | 9  | 9  | 9  | 8  | 7  | 7  | 10 | 7  | 9  | 7  | 8  | 8  |
| Heino Kleiminger (1)     | 10 | 10 | 8  | 8  | -  | 10 | 10 | -  | -  | -  | -  | -  | -  |
| Klaus Lisiewicz (-)      | -  | -  | -  | -  | 10 | -  | -  | -  | -  | 8  | -  | -  | -  |
| Henning Frenzel (11)     | -  | -  | -  | 10 | 9  | 9  | 9  | 9  | 9  | -  | 9  | 9  | 9  |
| Hermann Stöcker (1)      | 11 | 11 | 11 | 11 | 11 | -  | -  | -  | -  | 11 | -  | 7  | 7  |

## Olympische Spiele 1968
Für die Olympischen Spiele in Mexiko konnte die DDR zum ersten Mal eine eigene Olympiamannschaft entsenden. Folglich entfielen wie in den anderen Sportarten die deutsch-deutschen Vorentscheidungen im Fußball. Trainer Sós konnte diesmal auch ohne Einschränkung auf die aktuelle Nationalmannschaft zurückgreifen. Da jedoch in der ersten Jahreshälfte 1967 zeitgleich mit den Begegnungen gegen Griechenland die Qualifikation zur Europameisterschaft lief, setzte Sós in den Griechenland-Spielen fünf Neulinge ein. Er ging damit kein Risiko ein, denn die griechischen Amateure waren kein ernsthafter Gegner und wurden zweimal 5:0 abgefertigt. Für die Begegnungen mit Rumänien hatten beide Landesverbände vereinbart, sie als offizielle Länderspiele zu werten. Später wurden diese Spiele wie alle Olympiabegegnungen aus der offiziellen FIFA-Liste gestrichen, der DFB führt sie jedoch weiter als Länderspiele. Denkbar knapp kam die DDR-Auswahl Ende des Jahres 1967 mit zwei 1:0-Siegen in die 3. Qualifikationsrunde. Mit Beginn des nächsten Jahres übernahm Harald Seeger das Amt des Nationaltrainers. Er musste mit der DDR-Olympiaauswahl schon im April 1968 gegen Bulgarien antreten. Mit fast der gleichen Mannschaft, die vor vier Monaten Rumänien aus dem Rennen geworfen hatte, ging er in Stara Sagora mit 1:4 unter. Der 3:2-Sieg im Rückspiel konnte das Aus für Olympia nicht mehr verhindern.

### Spielstatistik 1967/68
| 16. | 22. März 1967     | 1. Runde, Athen (8.000 Zuschauer)                  | Griechenland – DDR 0:5 | Tore: Stein 2, Naumann, Backhaus, Lienemann  |
| 17. | 14. Juni 1967     | 1. Runde, Dresden (15.000)                         | DDR – Griechenland 5:0 | Tore: Kreische 2, Naumann, Seehaus, Irmscher |
| 18. | 18. November 1967 | 2. Runde, Berlin (35.000) (A-Länderspiel Nr. 77)   | DDR – Rumänien 1:0     | Tor: Pankau                                  |
| 19. | 6. Dezember 1967  | 2. Runde, Bukarest (60.000) (A-Länderspiel Nr. 78) | Rumänien – DDR 0:1     | Tor: Irmscher                                |
| 20. | 10. April 1968    | 3. Runde, Stara Sagora (30.000)                    | Bulgarien – DDR 4:1    | Tor: Bransch (1:1)                           |
| 21. | 24. April 1968    | 3. Runde, Leipzig (35.000)                         | DDR – Bulgarien 3:2    | Tore: Fräßdorf, Sparwasser, Vogel            |

### Spieleraufgebot 1967–1968
(System 4 – 2 – 4 / 4 – 3 – 3, * bisherige A-Länderspiele, ** Einwechselspieler)
| Name / Spiel Nr.         | 16  | 17 | 18   | 19 | 20  | 21  |
| ------------------------ | --- | -- | ---- | -- | --- | --- |
| Wolfgang Blochwitz (4*)  | 1   | 1  | 1    | 1  | 1   | -   |
| Jürgen Croy (3)          | -   | -  | -    | -  | -   | 1   |
| Klaus Urbanczyk (19)     | 2   | 2  | 2    | 2  | 2   | -   |
| Wolfgang Wruck (-)       | 3   | 3  | 3    | 3  | 4   | 3   |
| Klaus-Dieter Seehaus (3) | 4   | 4  | -    | -  | -   | -   |
| Peter Rock (1)           | -   | -  | -    | 4  | 3   | 4   |
| Bernd Bransch (-)        | 5   | 5  | 5    | 5  | 5   | 5   |
| Hans-Jürgen Naumann (-)  | 6   | 6  | -    | -  | -   | -   |
| Otto Fräßdorf (22)       | -   | -  | -    | -  | 6** | 2   |
| Herbert Pankau (23)      | -   | -  | 6    | 7  | 7   | 6   |
| Hans-Jürgen Kreische (-) | 7   | 10 | -    | -  | -   | -   |
| Manfred Lienemann (-)    | 7** | -  | -    | -  | -   | -   |
| Dieter Erler (44)        | -   | -  | 7    | 9  | 10  | 7   |
| Harald Irmscher (2)      | 8   | 7  | 4    | 6  | 6   | 7** |
| Günter Hoge (2)          | -   | 8  | 8    | 6  | 8   | -   |
| Helmut Stein (2)         | 9   | -  | -    | -  | -   | -   |
| Jürgen Nöldner (28)      | -   | -  | 9    | -  | -   | -   |
| Gerd Backhaus (3)        | 10  | 9  | -    | -  | -   | -   |
| Jürgen Sparwasser (-)    | -   | -  | -    | -  | -   | 10  |
| Henning Frenzel (28)     | -   | -  | 10   | 10 | 9   | 9   |
| Wolfram Löwe (-)         | 11  | 11 | 11   | -  | -   | 8   |
| Eberhard Vogel (16)      | -   | -  | 11** | 11 | 11  | 11  |

## Olympische Spiele 1972

### Qualifikationsspiele
Für die Qualifikation zum olympischen Fußballturnier 1972 waren der DDR-Olympiaauswahl die Amateurmannschaften von Italien und Jugoslawien in K.-o.-Runden zugelost worden. Alle Nationalspieler der DDR galten als Olympiaamateure, sodass Trainer Buschner wie schon vor vier Jahren die aktuelle Nationalmannschaft einsetzen konnte. Dabei konnte er auf einen Spielerstamm zurückgreifen, der im Wesentlichen seit 1970 zusammen gespielt hatte. Die junge Mannschaft hatte zu Beginn der Qualifikation einen Altersdurchschnitt von 24 Jahren, unter ihr waren acht Spieler mit weniger als zehn Auswahleinsätzen. Wie schon 1967 liefen parallel Qualifikationsspiele für die Europameisterschaft, Sós bot jedoch in beiden Wettbewerben den gleichen Spielerstamm auf. Erwartungsgemäß hatte die DDR-Olympiaauswahl mit den Amateurmannschaften keine Probleme. Sie gewann drei der vier Spiele und musste sich nur in Prilep gegen Jugoslawien mit einem 0:0-Unentschieden begnügen. Insgesamt wurden 22 Spieler eingesetzt, von denen Croy, Sammer, Weise, Kreische und Peter Ducke in allen Spielen mitwirkten.

### Spielstatistik 1971/72 Qualifikation
| 22. | 1. Mai 1971       | Dresden (30.000 Zuschauer) | DDR – Italien 4:0     | Tore: Frenzel, P. Ducke, Kreische, K. Sammer |
| 23. | 20. Mai 1971      | Terni (20.000)             | Italien – DDR 0:1     | Tor: Kreische                                |
| 24. | 17. November 1971 | Rostock (15.000)           | DDR – Jugoslawien 2:0 | Tore: Streich, Kreische                      |
| 25. | 26. April 1972    | Prilep (25.000)            | Jugoslawien – DDR 0:0 |                                              |

### Endrundenturnier München
Für die Endspielteilnahme 1972 mussten sich die Olympiabewerber in einer 1. und einer 2. Finalrunde mit jeweils drei Gegnern auseinandersetzen. Die beiden ersten Mannschaften eines Durchgangs qualifizierten sich für die nächste Runde, die Sieger der 2. Finalrunde bestritten das Endspiel, die Zweitplatzierten spielten um die Bronzemedaille. Für die DDR-Olympiaauswahl waren 19 Spieler nominiert worden, von denen elf bereits die Qualifikationsspiele mitgemacht hatten. Von den damaligen Stammspielern fehlten lediglich K. Sammer, Strempel und Frenzel. In der 1. Finalrunde musste die DDR-Auswahl gegen Ghana, Kolumbien und Polen antreten. Die Afrikaner und Südamerikaner wurden mit 4:0 bzw. 6:1 regelrecht vom Platz gefegt, und damit hatte sich die DDR-Auswahl bereits für die 2. Finalrunde qualifiziert. Polen trat im letzten Gruppenspiel wie die DDR mit der kompletten Nationalmannschaft an. Die DDR verlor nach schwachem Spiel gegen den späteren Olympiasieger mit 1:2 und traf dadurch in der 2. Finalrunde mit der gastgebenden westdeutschen Olympiaauswahl zusammen. Im ersten Gruppenspiel ließ die DDR-Auswahl gegen den späteren Finalisten Ungarn reihenweise Torchancen aus und verspielte bereits in dieser Begegnung nach einer 0:2-Niederlage den Einzug in das olympische Finale. Während der nächste Gegner Mexiko beim 7:0 keine Schwierigkeiten bereitete, kam es im letzten Gruppenspiel gegen die DFB-Auswahl zur Entscheidung um den Einzug in das kleine Finale. Obwohl hier die absolute DDR-Elite gegen DFB-Amateure spielte, von denen lediglich Uli Hoeneß bereits über Länderspielerfahrung verfügte, lieferte die westdeutsche Mannschaft, angefeuert von 80.000 Zuschauern, einen harten Kampf, glich zweimal die DDR-Führung aus und musste sich erst in der 82. Minute durch ein Tor von Vogel mit 2:3 geschlagen geben.
Die Aufstellungen:
DFV: Jürgen Croy – Manfred Zapf – Bernd Bransch, Konrad Weise, Frank Ganzera – Jürgen Pommerenke, Wolfgang Seguin, Hans-Jürgen Kreische – Jürgen Sparwasser, Peter Ducke, Joachim Streich (70. Eberhard Vogel)

DFB: Hans-Jürgen Bradler – Heiner Baltes, Egon Schmitt, Reiner Hollmann (75. Rudolf Seliger), Friedhelm Haebermann – Jürgen Kalb, Hermann Bitz, Bernd Nickel, Uli Hoeneß – Ottmar Hitzfeld, Klaus Wunder (60. Ronald Worm)

Torfolge: 1:0 Pommerenke (12.), 1:1 Hoeneß (31.), 2:1 Streich (53.), 2:2 Hitzfeld (68.), 3:2 Vogel (83.)
Als Zweiter der 2. Finalrunde hatte sich die DDR-Olympiaauswahl für das kleine Finale um Bronze qualifiziert. Gegner war am 10. September in München die Nationalmannschaft der Sowjetunion. Die DDR-Mannschaft war nach dem schweren Spiel gegen die DFB-Auswahl sichtlich geschwächt und unkonzentriert und lag nach 31 Minuten mit 0:2 in Rückstand. Als danach jedoch die sowjetische Mannschaft nicht mehr nachsetzte, kam die DDR-Elf noch vor der Pause durch einen Foulelfmeter durch Kreische und in der 78. Minute durch den eingewechselten Vogel zum 2:2-Ausgleich. Da nach dem Turnier-Reglement bei einem Unentschieden beide Mannschaften mit der Bronzemedaille belohnt wurden, taten sich beide Gegner anschließend auch in der Verlängerung begleitet vom Pfeifkonzert der 80.000 Zuschauer, die eine Absprache unter „sozialistischen Brüderländern“ vermuteten, nicht mehr weh, sodass es beim 2:2 blieb.
Die DDR-Olympiaauswahl trat im Spiel um Bronze mit folgender Mannschaft an:
Jürgen Croy – Manfred Zapf – Frank Ganzera (20. Lothar Kurbjuweit), Konrad Weise, Bernd Bransch – Jürgen Pommerenke, Wolfgang Seguin (76. Eberhard Vogel), Hans-Jürgen Kreische – Jürgen Sparwasser, Peter Ducke, Joachim Streich

Torfolge: 0:1 Blokhin (10.); 0:2 Khurtzilava (31.); 1:2 Kreische (35., Foulelfmeter); 2:2 Vogel (78.)
Die DDR hatte während des Endrundenturniers 17 Spieler eingesetzt, Croy, Zapf, Weise, Bransch, Pommerenke, Kreische, Sparwasser, Ducke und Streich spielten in allen sieben Begegnungen. Nach DFB-Version werden die Spiele gegen die Nationalmannschaften von Ghana, Polen, Ungarn und der Sowjetunion als offizielle Länderspiele der DDR gewertet.

### Spielstatistik Endrunde 1972
| 26. | 28. August 1972    | 1. Finalrunde, München (50.000) (A-Länderspiel Nr. 108)   | DDR – Ghana 4:0          | Tore: Kreische 2, Streich, Sparwasser                  |
| 27. | 30. August 1972    | 1. Finalrunde, Passau (2.000)                             | DDR – Kolumbien 6:1      | Tore: Streich 2, Sparwasser, P.Ducke, Vogel, Kreische  |
| 28. | 1. September 1972  | 1. Finalrunde, Nürnberg (10.000) (A-Länderspiel Nr. 109)  | DDR – Polen 1:2          | Tor: Streich (1:1)                                     |
| 29. | 3. September 1972  | 2. Finalrunde, Passau (6.000) (A-Länderspiel Nr. 110)     | DDR – Ungarn 0:2         |                                                        |
| 30. | 6. September 1972  | 2. Finalrunde, Ingolstadt (4.000)                         | DDR – Mexiko 7:0         | Tore: Sparwasser 3, Ganzera, Streich, Häfner, Kreische |
| 31. | 8. September 1972  | 2. Finalrunde, München (80.000)                           | DDR – BR Deutschland 3:2 | Tore: Pommerenke, Streich, Vogel                       |
| 32. | 10. September 1972 | Spiel um Bronze, München (80.000) (A-Länderspiel Nr. 111) | DDR – Sowjetunion 2:2    | Tore: Kreische (1:2), Vogel (2:2)                      |

### Spieleraufgebot 1971–1972
(System 1 - 3 - 3 - 3, * bisherige A-Länderspiele, ** Einwechselspieler)
| Name / Spiel Nr.          | 22   | 23  | 24  | 25 | 26   | 27   | 28  | 29  | 30   | 31   | 32  |
| ------------------------- | ---- | --- | --- | -- | ---- | ---- | --- | --- | ---- | ---- | --- |
| Jürgen Croy (22*)         | 1    | 1   | 1   | 1  | 1    | 1    | 1   | 1   | 1    | 1    | 1   |
| Klaus Sammer (7)          | 2    | 2   | 4   | 5  | -    | -    | -   | -   | -    | -    | -   |
| Manfred Zapf (2)          | -    | -   | -   | 2  | 3    | 3    | 3   | 2   | 4    | 2    | 2   |
| Lothar Kurbjuweit (12)    | -    | -   | -   | -  | 2    | 2    | 2   | -   | -    | -    | 3** |
| Konrad Weise (2)          | 3    | 5   | 7   | 4  | 6    | 4    | 4   | 4   | 3    | 4    | 4   |
| Michael Strempel (10)     | 4    | 6   | 3   | -  | -    | -    | -   | -   | -    | -    | -   |
| Bernd Bransch (23)        | -    | 4   | 2   | 6  | 4    | 8    | 8   | 3   | 5    | 3    | 5   |
| Frank Ganzera (8)         | 5    | 3   | -   | -  | -    | -    | -   | 5   | 2    | 5    | 3   |
| Gerd Kische (5)           | -    | -   | 5   | 3  | -    | -    | -   | -   | -    | -    | -   |
| Siegmar Wätzlich (1)      | -    | -   | -   | -  | 5    | 5    | 5   | -   | -    | -    | -   |
| Rainer Schlutter (4)      | 6    | 7** | -   | -  | -    | -    | -   | -   | -    | -    | -   |
| Harald Irmscher (27)      | -    | -   | 6   | 7  | 2**  | 6**  | 6   | 7** | -    | -    | -   |
| Helmut Stein (17)         | 7    | 8   | -   | -  | -    | -    | -   | -   | -    | -    | -   |
| Hans-Jürgen Dörner (2)    | 7**  | -   | -   | -  | -    | -    | -   | -   | -    | -    | -   |
| Jürgen Pommerenke (1)     | -    | -   | -   | -  | 7    | 6    | 2** | 7   | 6    | 6    | 6   |
| Reinhard Häfner (3)       | -    | -   | -   | -  | -    | -    | -   | -   | 7**  | -    | -   |
| Hans-Jürgen Kreische (18) | 8    | 9   | 8   | 8  | 8    | 7    | 7   | 6   | 8    | 8    | 8   |
| Wolfgang Seguin (1)       | -    | -   | -   | -  | -    | -    | -   | 8   | 7    | 7    | 7   |
| Henning Frenzel (49)      | 9    | 7   | 9** | -  | -    | -    | -   | -   | -    | -    | -   |
| Jürgen Sparwasser (12)    | -    | -   | 9   | 9  | 9    | 9    | 9   | 10  | 9    | 9    | 9   |
| Peter Ducke (34)          | 10   | 10  | 10  | 10 | 10   | 10   | 10  | 9   | 10   | 10   | 10  |
| Eberhard Vogel (37)       | 11   | -   | -   | 11 | -    | 10** | 5** | 9** | -    | 11** | 7** |
| Wolfram Löwe (15)         | -    | 11  | -   | -  | -    | -    | -   | -   | -    | -    | -   |
| Joachim Streich (5)       | -    | -   | 11  | -  | 11   | 11   | 11  | 11  | 11   | 11   | 11  |
| Frank Richter (4)         | 11** | 9** | -   | -  | -    | -    | -   | -   | -    | -    | -   |
| Ralf Schulenberg (2)      | -    | -   | -   | -  | 11** | -    | -   | -   | 10** | -    | -   |

## Olympische Spiele 1976

### Qualifikationsspiele
Für das olympische Fußballturnier in Kanada musste die DDR-Olympiaauswahl durch zwei europäische Qualifikationsrunden, eine K.-o.-Runde gegen Griechenlands Amateure und eine Dreiergruppe mit der Tschechoslowakei und den Amateuren von Österreich. Nach den unveränderten Zulassungsregeln konnte die DDR-Auswahl wieder mit der kompletten Nationalmannschaft antreten. So hatte das Aufgebot im ersten Spiel gegen Griechenland insgesamt 362 Länderspieleinsätze aufzuweisen. Trotzdem begann der Qualifikationsauftakt holprig, die Spieler wirkten in Athen gehemmt, entwickelten keinen Spielfluss und kamen durch Vogel nur zu einem Treffer. Drei Wochen später zeigten sich die Schützlinge von Nationaltrainer Buschner in besserer Form und siegten dank einer laufstarken Leistung klar mit 4:0. In der anschließenden Punkterunde lief alles auf das Duell mit der Tschechoslowakei hinaus, denn die österreichischen Amateure standen gegen die Staatsamateure der beiden Ostblockmannschaften auf verlorenem Posten. Doch sie waren zuletzt doch das Zünglein an der Waage. Da sich die beiden großen Kontrahenten in zwei hart umkämpften Partien mit 1:1 und 0:0 unentschieden trennten, entschieden die Spiele gegen Österreich über den Gruppensieg. Während die Tschechoslowakei in Österreich nicht über ein weiteres 0:0 hinauskam, siegte die DDR-Auswahl sowohl in Erfurt (1:0) als auch in Wien (2:0) und qualifizierte sich dadurch als Gruppensieger für das olympische Endrundenturnier. Maßgeblichen Anteil an diesem Erfolg hatte die Abwehr um Torwart Croy und Libero Dörner, die in den sechs Begegnungen nur ein Gegentor zuließ. Dass Trainer Buschner trotzdem viel experimentieren musste, zeigt die Tatsache, dass er in den sechs Spiele 23 Akteure aufbot, von denen nur Croy und Weise jedes Mal dabei waren.

### Spielstatistik 1975/76 Qualifikation
| 1. Qualifikationsrunde |                   |                         |                                                    |                                         |
| 33.                    | 2. April 1975     | Athen (6.000 Zuschauer) | Griechenland – DDR 0:1                             | Tor: Vogel                              |
| 34.                    | 23. April 1975    | Erfurt (18.000)         | DDR – Griechenland 4:0                             | Tore: Pommerenke, Zapf, Vogel, Riediger |
| 2. Qualifikationsrunde |                   |                         |                                                    |                                         |
| 35.                    | 29. Oktober 1975  | Erfurt (13.000)         | DDR – Österreich 1:0                               | Tor: Streich                            |
| 36.                    | 19. November 1975 | Brünn (20.000)          | Tschechoslowakei – DDR 1:1 (A-Länderspiel Nr. 154) | Tor: 1:0 Weise                          |
| 37.                    | 24. März 1976     | Wien (10.000)           | Österreich – DDR 0:2                               | Tore: Riediger, Löwe                    |
| 38.                    | 7. April 1976     | Leipzig (45.000)        | DDR – Tschechoslowakei 0:0 (A-Länderspiel Nr. 155) |                                         |

### Endrundenturnier Kanada 1976
Im offiziellen 17-köpfigen Aufgebot für das olympische Fußballturnier standen bis auf den ausgemusterten Stürmer Vogel alle Spieler der Stammelf aus den Qualifikationsspielen. Um ins Endspiel zu kommen, mussten eine Vorrunde, das Viertel- und Halbfinale überstanden werden. Die DDR-Olympiaauswahl hatte es in der Vorrundengruppe A mit den Amateuren aus Brasilien und Spanien zu tun. In der ersten Partie gegen die Südamerikaner tat sich die DDR-Mannschaft reichlich schwer, spielte tempolos und ohne Harmonie und verdankte es ihrer guten Abwehr, dass es beim 0:0 gegen die drangvollen Brasilianer blieb. Auch gegen Spaniens Amateure wurde wenig Druck erzeugt, Libero Dörner rettete mit seinem Tor den knappen 1:0-Sieg, der das Weiterkommen sicherte. Als Gruppenzweiter traf die DDR im Viertelfinale auf die Amateurmannschaft Frankreichs, die in ihrer Vorrundengruppe Platz 1 belegt hatte. Diesmal legte die Mannschaft von Beginn an ein hohes Tempo vor und kam so zu einem ungefährdeten Sieg. Im Halbfinale kam es zur Wiederholung des kleinen Finales von 1972. Gegen den starken Rivalen Sowjetunion gingen die DDR-Spieler selbstbewusst zu Werke, setzten ihre Taktik konsequent durch, und da alle Spieler eine optimale Leistung brachten, erreichten sie einen 2:1-Sieg und damit den Einzug ins Finale. Hier kam es zum Aufeinandertreffen mit dem Titelverteidiger Polen. Im Duell der beiden Nationalmannschaften diktierten die DDR-Spieler von Anfang an das Spiel und sorgten mit zwei frühen Toren (Schade 7., Hoffmann 14.) für die notwendige Sicherheit. Mit dem überragenden Libero Dörner und einem lenkungsfreudigen Mittelfeld ließ sich die Mannschaft auch durch das polnische Anschlusstor nicht aus dem Konzept bringen, und mit Häfners 3:1 in der 84. Minute wurde die Goldmedaille endgültig gesichert.
| Goldmedaillen-Gewinner DDR – Endspielaufstellung |
| |
| Jürgen Croy Hans-Jürgen Dörner Gerd Kische, Konrad Weise, Lothar Kurbjuweit Reinhard Häfner, Reinhard Lauck, Hartmut Schade Wolfram Löwe*, Hans-Jürgen Riediger**, Martin Hoffmann |
| ------ |
| * Wilfried Gröbner (69. Min.), ** Bernd Bransch (85.) |

Trainer Georg Buschner setzte während des Endturniers alle 17 nominierten Spieler ein, es spricht jedoch für die Konstanz der Stammelf, dass acht Spieler in allen fünf Endrundenbegegnungen dabei waren.

### Spielstatistik Endrunde 1976
| 39. | 18. Juli 1976 | Vorrunde, Toronto (23.000)     | DDR – Brasilien 0:0                           |                                |
| 40. | 22. Juli 1976 | Vorrunde, Montreal (30.000)    | DDR – Spanien 1:0                             | Tor: Dörner                    |
| 41. | 25. Juli 1976 | Viertelfinale, Ottawa (23.000) | DDR – Frankreich 4:0                          | Tore: Dörner 2, Löwe, Riediger |
| 42. | 27. Juli 1976 | Halbfinale, Montreal (50.000)  | DDR – Sowjetunion 2:1 (A-Länderspiel Nr. 157) | Tore: Dörner, Kurbjuweit       |
| 43. | 31. Juli 1976 | Finale, Montreal (72.000)      | DDR – Polen 3:1 (A-Länderspiel Nr. 158)       | Tore: Schade, Hoffmann, Häfner |

### Spieleraufgebot 1975–1976
(System 1 - 3 - 3 - 3, * bisherige A-Länderspiele, ** Einwechselspieler)
| Name / Spiel Nr.           | 33   | 34   | 35   | 36   | 37   | 38  | 39   | 40  | 41  | 42 | 43   |
| -------------------------- | ---- | ---- | ---- | ---- | ---- | --- | ---- | --- | --- | -- | ---- |
| Jürgen Croy (60*)          | 1    | 1    | 1    | 1    | 1    | 1   | 1    | 1   | 1   | 1  | 1    |
| Hans-Ulrich Grapenthin (3) | -    | -    | -    | -    | -    | -   | -    | -   | 1** | -  | -    |
| Manfred Zapf (14)          | 2    | 2    | -    | -    | -    | -   | -    | -   | -   | -  | -    |
| Hans-Jürgen Dörner (25)    | -    | -    | 2    | 2    | 2    | 2   | 2    | 2   | 2   | 2  | 2    |
| Gerd Kische (26)           | 3    | 3    | -    | 3    | 3    | 3   | 3    | 3   | 3   | 3  | 3    |
| Gerd Weber (3)             | -    | -    | 3    | 8    | 8    | 7   | 8    | 6   | -   | -  | -    |
| Konrad Weise (41)          | 4    | 4    | 4    | 4    | 4    | 4   | 4    | 4   | 4   | 4  | 4    |
| Bernd Bransch (67)         | 5    | -    | -    | 5    | 5    | -   | -    | -   | -   | -  | 10** |
| Joachim Fritsche (12)      | -    | -    | 5    | -    | -    | -   | -    | -   | -   | -  | -    |
| Jürgen Pommerenke (21)     | 6    | 6    | -    | -    | -    | -   | -    | -   | -   | -  | -    |
| Reinhard Häfner (8)        | -    | 6**  | 6    | 6    | 6    | 8   | 6    | 8   | 8   | 6  | 6    |
| Lothar Kurbjuweit (45)     | 7    | 5    | -    | 7    | -    | 5   | 5    | 5   | 5   | 5  | 5    |
| Rüdiger Schnuphase (6)     | 7    | -    | -    | -    | -    | -   | -    | -   | -   | -  | -    |
| Hartmut Schade (1)         | -    | -    | 7    | -    | -    | 8** | -    | 6** | 6   | 7  | 8    |
| Axel Tyll (3)              | 8    | 8    | -    | -    | -    | -   | -    | -   | -   | -  | -    |
| Martin Hoffmann (17)       | 9    | 11** | -    | 11   | 11** | 11  | 9**  | 11  | 11  | 11 | 11   |
| Gert Heidler (-)           | -    | -    | 9    | 7    | 9    | 11  | -    | 9   | 10  | 9  | -    |
| Wolfram Löwe (38)          | -    | -    | -    | -    | 9    | -   | 9    | 10  | 9   | 10 | 9    |
| Hans-Jürgen Riediger (1)   | 10   | 10   | 8    | -    | 10   | 10  | 10   | -   | 9** | -  | 10   |
| Joachim Streich (41)       | 10** | 9    | 9    | -    | -    | -   | -    | -   | -   | -  | -    |
| Wilfried Gröbner (2)       | -    | -    | -    | -    | -    | -   | -    | -   | -   | -  | 9**  |
| Peter Ducke (67)           | -    | -    | 10   | 10** | -    | -   | -    | -   | -   | -  | -    |
| Reinhard Lauck (24)        | -    | -    | 10** | -    | -    | 6   | 7    | 7   | 7   | 8  | 7    |
| Jürgen Sparwasser (45)     | -    | -    | -    | 10   | -    | -   | -    | -   | -   | -  | -    |
| Dieter Riedel (1)          | -    | -    | -    | -    | -    | -   | 10** | -   | -   | -  | -    |
| Eberhard Vogel (67)        | 11   | 11   | 11   | -    | 11   | -   | -    | -   | -   | -  | -    |

## Olympische Spiele 1980

### Vorbereitung
Als Titelverteidiger brauchte die DDR-Olympiaauswahl für das Fußballturnier der Olympischen Spiele von Moskau keine Qualifikation zu absolvieren. Andererseits hatte sich die Nationalmannschaft in der Qualifikation zur Europameisterschaft 1980 mit den Niederlanden und Polen mit zwei schweren Gegnern auseinanderzusetzen. Nachdem mit der Goldmedaille von 1976 der größtmögliche Erfolg bei Olympia erreicht worden war, wollte der DDR-Fußballverband offenbar nun endlich auch bei der Europameisterschaft erfolgreich sein, wo bisher stets die Endrunde verpasst worden war. So wurde für Olympia 1980 eine eigenständige Mannschaft gebildet, die mit Rudolf Krause, der bisher für die Nachwuchsauswahl verantwortlich war, auch einen eigenen Trainer bekam. 1979 wurde ein umfangreiches Vorbereitungsprogramm mit einem Kader gestartet, in dem nur der Jenaer Rüdiger Schnuphase mit 11 Einsätzen über eine gewisse Länderspielerfahrung verfügte. In über 20 Testspielen wurden mehr als 30 Spieler eingesetzt. Die Gegner waren größtenteils Olympia- oder B-Mannschaften anderer Länder, hinzu kamen mehrere Spiele gegen in- und ausländische Klubmannschaften. Kurz vor dem Olympiaturnier trug die Olympiamannschaft ein offizielles Länderspiel gegen die Sowjetunion aus (2:2 in Rostock), in dem sechs Spieler eingesetzt wurden, die bisher noch kein Länderspiel bestritten hatten. Als am 7. Juli 1980 der endgültige Kader bekannt gegeben wurde, hatten die 17 Spieler insgesamt nur 60 Länderspieleinsätze aufzuweisen, von denen Schnuphase, der inzwischen noch mehrmals in der A-Nationalmannschaft eingesetzt worden war, allein 20 bestritten hatte. Vier Aktive reisten ohne bisherigen Länderspieleinsatz nach Moskau. Obwohl die Nationalmannschaft bereits im November 1979 in der Europameisterschafts-Qualifikation gescheitert war, hielt Krause an dem Spielerstamm fest, der sich in den Vorbereitungsspielen der Olympiaauswahl herauskristallisiert hatte.

### Endrundenturnier Moskau 1980
Da die Olympischen Spiele 1980 wegen des Einmarsches der Sowjetunion in Afghanistan von zahlreichen Ländern boykottiert wurden, fehlten auch beim Fußballturnier mehrere Mannschaften, vor allem aus Westeuropa und Südamerika. Um in das Finale zu kommen, mussten drei Vorrundenspiele, das Viertel- und das Halbfinale überstanden werden. Die DDR-Olympiaauswahl hatte sich in der Vorrunde C, die in Kiew ausgetragen wurde, mit Spanien, Algerien und Syrien auseinanderzusetzen. Die Eröffnungspartie gegen Spaniens Amateure gestaltete sich schwierig, denn die Abwehr zeigte sich gegen die ballgewandten Spanier unsicher, und vor dem Tor fehlte es an zwingenden Kombinationen. Am Ende konnte die DDR-Auswahl mit dem 1:1 noch zufrieden sein. Auch gegen Algerien taten sich die Akteure schwer, es kam kein Spielfluss auf, zahlreiche Torchancen wurden vergeben. Terletzkis Tor in der 61. Minute sicherte einen mühevollen Sieg. Erst im letzten Gruppenspiel gegen Syrien spielte die Mannschaft endlich torgefährlich auf und sicherte sich mit einem klaren 5:0 den Einzug in das Viertelfinale. Der Gegner war Außenseiter Irak, der sich mit nur einem Sieg gegen Costa Rica in der Gruppe D als Zweiter hinter Jugoslawien qualifiziert hatte. Die DDR-Mannschaft kontrollierte das Spiel über die gesamte Distanz und siegte erwartungsgemäß klar mit 4:0. Im Halbfinale musste sich die DDR-Auswahl mit dem Gastgeber Sowjetunion auseinandersetzen. Ein frühes Tor von Rüdiger Netz (16.) verlieh ihr Sicherheit, gegenüber den bisherigen Spielen war eine deutliche Steigerung zu erkennen. Die DDR-Spieler verstanden es, ihr eigenes Konzept durchzusetzen und den Spielfluss des Gegners einzuschränken. Mit einer Klasseleistung von Torwart Rudwaleit gelang es, das 1:0 bis zum Ende zu verteidigen. Im Finale wartete mit der Tschechoslowakei eine Mannschaft, in der sieben Spieler aufgeboten wurden, die vor einigen Wochen den dritten Platz in der Europameisterschaft errungen hatten. Es kam zu einem kampfbetonten Spiel, in dem sich die DDR-Auswahl zunehmend zu steigern wusste. Sie schien die bessere Kondition zu haben und erspielte sich eine Reihe von Torchancen, die jedoch nicht verwertet werden konnten. Eine spielentscheidende Wende nahm die Begegnung, als Steinbach in der 50. Minute des Feldes verwiesen wurde. In der 77. Minute erzielten die nun in Überzahl spielenden Tschechoslowaken das 1:0-Siegtor. Abgesehen vom Feldverweis scheiterte die DDR-Mannschaft an ihrer schlechten Chancenverwertung.

### Spielstatistik Endrunde 1980
| 44. | 20. Juli 1980  | Vorrunde, Kiew (100.000 Zuschauer) | DDR – Spanien 1:1          | Tor: Kühn (1:0, 49.)                         |
| 45. | 22. Juli 1980  | Vorrunde, Kiew (70.000)            | DDR – Algerien 1:0         | Tor: Terletzki, 61.                          |
| 46. | 24. Juli 1980  | Vorrunde, Kiew (80.000)            | DDR – Syrien 5:0           | Tore: Netz 2, Hause, Peter, Terletzki        |
| 47. | 27. Juli 1980  | Viertelfinale, Kiew (100.000)      | DDR – Irak 4:0             | Tore: Schnuphase, Netz, Steinbach, Terletzki |
| 48. | 29. Juli 1980  | Halbfinale, Moskau (95.000)        | DDR – Sowjetunion 1:0      | Tor: Netz, 16.                               |
| 49. | 2. August 1980 | Finale, Moskau (95.000)            | DDR – Tschechoslowakei 0:1 |                                              |

### Spieleraufgebot 1980
(System 1 - 3 - 3 - 3, * bisherige A-Länderspiele, ** Einwechselspieler)
Trainer Krause setzte während des Turniers alle 17 nominierten Spieler ein, doch nur sieben waren in allen Begegnungen dabei, Liebers allerdings stets nur als Einwechselspieler. Norbert Trieloff spielte als einziger alle Spiele auf der gleichen Position als Libero.
| Name / Spiel Nr.        | 44  | 45   | 46   | 47   | 48  | 49   |
| ----------------------- | --- | ---- | ---- | ---- | --- | ---- |
| Bodo Rudwaleit (5*)     | 1   | 1    | -    | 1    | 1   | 1    |
| Bernd Jakubowski (-)    | -   | -    | 1    | -    | -   | -    |
| Norbert Trieloff (-)    | 2   | 2    | 2    | 2    | 2   | 2    |
| Artur Ullrich (1)       | 3   | 5    | -    | -    | 4   | 5    |
| Frank Uhlig (1)         | -   | 3    | -    | -    | 6** | -    |
| Matthias Müller (1)     | -   | -    | 3    | 3    | 3   | 4    |
| Lothar Hause (2)        | 4   | 4    | 4    | 4    | 5   | 4    |
| Frank Baum (4)          | 5   | -    | 5    | 5    | 6   | 9    |
| Rüdiger Schnuphase (20) | 6   | 7    | 7    | 7    | 8   | 7    |
| Frank Terletzki (4)     | 7   | 6    | 6    | 6    | 7   | 6    |
| Matthias Liebers (-)    | 7** | 10** | 10** | 6**  | 8** | 4*** |
| Wolfgang Steinbach (4)  | 8   | 8    | 8    | 8    | 9   | 8    |
| Jürgen Bähringer (1)    | 9   | 9    | 9    | 9    | -   | -    |
| Werner Peter (9)        | 9** | 11   | 11** | -    | -   | 10** |
| Dieter Kühn (7)         | 10  | 10   | 10   | 10   | 11  | 10   |
| Andreas Trautmann (-)   | -   | -    | -    | 10** | -   | -    |
| Wolf-Rüdiger Netz (1)   | 11  | -    | 11   | 11   | 10  | 11   |

## Olympische Spiele 1984

### Qualifikationsspiele
Die DDR-Olympiaauswahl musste sich für das olympische Fußballturnier in Los Angeles in der Europa-Qualifikationsgruppe 2 mit Dänemark, Finnland, Norwegen und Polen auseinandersetzen. Spielberechtigt waren Spieler, die bisher an keinen Weltmeisterschaftsspielen (Qualifikation oder Endrunde) teilgenommen hatten. Verantwortlicher DDR-Trainer war Bernd Stange, der zuvor Assistenztrainer von Nationaltrainer Krause gewesen war. Auf Grund der neuen Einsatzregeln musste Stange auf bewährte Spieler wie Rudwaleit, Dörner, Schnuphase und Streich verzichten. Kurz vor Beginn der Olympiaqualifikation war die DDR-Nationalmannschaft in der Europameisterschafts-Qualifikation gescheitert, und so erwartete die Öffentlichkeit nun von der Olympiaauswahl eine Rehabilitation des DDR-Fußballs.
Es war damit zu rechnen, dass es um die Qualifikation zum Duell zwischen der DDR und Polen kommen würde. Zum ersten Aufeinandertreffen beider Mannschaften kam es am 7. September 1983 in Karl-Marx-Stadt, nachdem beide Teams bisher ihre Spiele gewonnen hatten. In einer heftig umkämpften Partie ging die DDR-Auswahl früh in Führung, wurde dann jedoch zunehmend nervös und gewann erst durch zwei Tore in der Schlussphase mit 3:1. Ihren ersten Ausrutscher leistete sich die DDR-Auswahl am 29. Oktober 1983 in Stavanger. Ersatzgeschwächt und mit unsicherer Abwehr reichte es gegen sturmstark auftretende Norweger nur zu einem 1:1.
Bevor es am 4. April 1984 zum Rückspiel gegen Polen kam, hatten die Gastgeber 10 Punkte auf ihrem Konto, die DDR-Auswahl 11 Zähler. Am Ende der Begegnung lagen die Polen mit 12 Punkten in Front. In einem hektisch geführten Spiel, mit Tempo und hohem Einsatz hatten sie sich spritziger gezeigt und dank individueller Fehler der DDR-Auswahl mit 2:1 gewonnen. Alle waren sich einig, dass damit die Entscheidung zugunsten der Polen gefallen war, denn im letzten Spiel gegen die bisher schwach aufspielenden Dänen würden sie sich keine Blöße mehr zeigen.
Das Ende der Qualifikationsrunde verlief voller Dramatik. Am 18. April wahrte die DDR-Auswahl mit einem hohen 4:0-Sieg gegen Dänemark ihre letzte Chance. Am 24. April trat ein, was keiner erwartet hatte, Polen kam zuhause gegen Dänemark über ein 0:0 nicht hinaus. Damit war zwischen der DDR und Polen Punktegleichstand erreicht, in der Tordifferenz war die DDR jedoch um zwei Tore besser und hatte damit die Qualifikation für Los Angeles gewonnen. Am 10. Mai 1984 erklärte das NOK der DDR, dass sie in Sorge um die Sicherheit ihrer Athleten keine Mannschaft zu den Olympischen Spielen entsenden werde. Da es auch Polen gleichtat, nahmen die drittplatzierten Norweger am olympischen Fußballturnier teil.

### Spielstatistik Qualifikation 1983/84
| 50. | 4. Mai 1983       | Aarhus (8.500 Zuschauer) | Dänemark – DDR 1:2 | Tore: Backs, Pilz                       |
| 51. | 18. Mai 1983      | Kokkola (4.000)          | Finnland – DDR 0:1 | Tor: Kreer                              |
| 52. | 7. September 1983 | Karl-Marx-Stadt (16.000) | DDR – Polen 3:1    | Tore: Raab, Pastor, Pilz                |
| 53. | 5. Oktober 1983   | Rostock (5.000)          | DDR – Finnland 1:0 | Tor: Richter                            |
| 54. | 29. Oktober 1983  | Stavanger (1.100)        | Norwegen – DDR 1:1 | Tor: Pilz                               |
| 55. | 12. November 1983 | Babelsberg (8.500)       | DDR – Norwegen 1:0 | Tor: Raab                               |
| 56. | 4. April 1984     | Stettin (30.000)         | Polen – DDR 2:1    | Tor: Eigentor                           |
| 57. | 18. April 1984    | Magdeburg (12.500)       | DDR – Dänemark 4:0 | Tore: Zötzsche, Backs, Mothes, Stahmann |

### Spieleraufgebot 1983/84
(System 1 - 3 - 3 - 3, * bisherige A-Länderspiele, ** Einwechselspieler)
Trainer Stange fand in den acht Qualifikationsspielen nie zu einer homogenen Mannschaft, in jedem Spiel trat eine andere Formation an. Von insgesamt 28 eingesetzten Spielern waren nur René Müller, Hans-Uwe Pilz und Christian Backs an allen Begegnungen beteiligt. Zwölf aufgebotene Spieler waren vorher nie in der Nationalmannschaft eingesetzt worden. Aus der Stammelf mit einem Durchschnittsalter von 24 Jahren hatte Dirk Stahmann mit 16 Einsätzen die meisten A-Nationalspiele absolviert.
| Name / Spiel Nr.      | 50  | 51   | 52   | 53   | 54  | 55   | 56 | 57   |
| --------------------- | --- | ---- | ---- | ---- | --- | ---- | -- | ---- |
| René Müller (-*)      | 1   | 1    | 1    | 1    | 1   | 1    | 1  | 1    |
| Norbert Trieloff (15) | 2   | -    | -    | -    | -   | -    | 4  | 4    |
| Lothar Hause (9)      | -   | -    | -    | -    | 2   | -    | -  | -    |
| Ronald Kreer (9)      | 3   | 3    | 3    | 3    | -   | 3    | 3  | -    |
| Andreas Winter (-)    | 3** | -    | -    | -    | -   | -    | -  | -    |
| Carsten Sänger (-)    | -   | -    | -    | -    | 3   | -    | -  | 3    |
| Dirk Stahmann (13)    | 4   | 2    | 2    | 2    | -   | 2    | 2  | 2    |
| Thomas Dennstedt (-)  | -   | 4    | -    | 4    | -   | -    | -  | -    |
| Detlef Schößler (-)   | 5   | -    | -    | -    | -   | -    | -  | -    |
| Uwe Zötzsche (2)      | -   | 5    | 5    | 5    | 5   | 5    | 5  | 5    |
| Hans-Uwe Pilz (5)     | 6   | 6    | 6    | 6    | 6   | 6    | 6  | 6    |
| Lutz Moldt (-)        | -   | -    | -    | -    | -   | 7    | -  | -    |
| Andreas Trautmann (5) | 7   | 7    | 4    | -    | 4   | 4    | -  | -    |
| Jürgen Raab (2)       | -   | -    | 7    | -    | 7   | 8    | 7  | 8    |
| Christian Backs (1)   | 8   | 8    | 8    | 8    | 8   | 9    | 8  | 7    |
| Juri Schlünz (-)      | -   | -    | -    | 8**  | -   | -    | -  | -    |
| Hans Richter (6)      | 9   | 11   | -    | 11   | 11  | 11   | 11 | -    |
| Harald Gramenz (-)    | 9** | 11** | -    | -    | -   | -    | -  | -    |
| Bernd Wunderlich (-)  | -   | 9    | 9    | 9    | -   | 7**  | -  | -    |
| Frank Rohde (-)       | -   | -    | 9**  | 7    | -   | -    | -  | -    |
| Axel Schulz (-)       | -   | -    | -    | -    | 9   | -    | -  | 7**  |
| Mario Neuhäuser (-)   | -   | -    | -    | -    | 9** | -    | -  | -    |
| Matthias Döschner (5) | -   | -    | -    | -    | -   | -    | 9  | 9    |
| Ralf Minge (1)        | 10  | 10   | 10   | 10   | 10  | 10   | 10 | -    |
| Harald Mothes (1)     | -   | -    | -    | -    | -   | -    | -  | 10   |
| Martin Busse (3)      | 11  | -    | 11   | -    | -   | -    | -  | -    |
| Frank Pastor (1)      | -   | -    | 11** | 10** | -   | 10** | -  | 11** |
| Dieter Kühn (13)      | -   | -    | -    | -    | -   | -    | -  | 11   |

## Olympische Spiele 1988
Nach Abschluss der DDR-Oberliga-Saison 1984/85 berief der DFV den bisherigen Cheftrainer des 1. FC Lok Leipzig Harro Miller zum Trainer der DDR-Olympiaauswahl. Miller hatte in den zurückliegenden Jahren den Leipziger Klub dreimal auf den 3. Platz geführt. Um sich für das olympische Fußballturnier 1988 in Seoul zu qualifizieren, musste sich die DDR-Olympiaauswahl zwischen Dezember 1986 und April 1988 in der Europagruppe 2 mit den Mannschaften aus Italien, Island, den Niederlanden und aus Portugal auseinandersetzen. Parallel dazu musste die A-Nationalmannschaft in der Europameisterschaftsqualifikation antreten. Obwohl für die Olympiaqualifikation mit Ausnahme der WM-Spieler auch Nationalspieler teilnahmeberechtigt waren, hatte sich der DFV dazu entschieden, für beide Wettbewerbe zwei voneinander getrennte Mannschaften ins Rennen zu schicken. Lediglich sechs Spieler pendelten zwischen beiden Qualifikationen: Thomas Doll, Matthias Sammer, Frank Pastor, Jürgen Raab, Rico Steinmann und Hans Richter, wobei letzterer nur 28 Minuten in der EM-Qualifikation spielte. Olympiaauswahlstammtorwart Jörg Weißflog, der in diesem Zeitraum in Freundschaftsspielen der A-Elf häufiger zum Einsatz kam, saß in den EM-Qualifikationspartien hinter René Müller in aller Regel als Ersatzmann auf der Reservebank des Stange-Teams.
Die DDR-Olympiaauswahl startete schwerfällig. Zwar gelang im ersten Spiel gegen die Niederlande ein beachtenswerter 1:0-Auswärtssieg, in den folgenden drei Spielen gelang jedoch kein einziges Tor. Der erste Dämpfer erfolgte beim 0:0 in Magdeburg gegen Italien, nach dem 0:0 in Portugal kam die Ernüchterung durch die 0:2-Niederlage auf Island. Damit hatte die italienische Mannschaft einen Vorteil von zwei Punkten, den sie im Laufe der Qualifikation auch nicht mehr abgab. Im zweiten Aufeinandertreffen hätte es die DDR-Mannschaft in Italien noch drehen können, doch die Hausherren ließen nicht mehr als ein 1:1 zu. Am Ende der Qualifikationsspiele hatte die DDR-Auswahl 11 Punkte erreicht, die Italiener hatten sich mit 13 Punkten für Seoul qualifiziert.

### Spielstatistik Qualifikation 1986/88
| 58. | 6. Dezember 1986   | Utrecht (2.500 Zuschauer) | Niederlande – DDR 0:1 | Tor: Halata (6.)                       |
| 59. | 25. März 1987      | Magdeburg (9.000)         | DDR – Italien 0:0     |                                        |
| 60. | 29. April 1987     | Viseu (7.000)             | Portugal – DDR 0:0    |                                        |
| 61. | 2. September 1987  | Reykjavík (2.000)         | Island – DDR 2:0      |                                        |
| 62. | 22. September 1987 | Nordhausen (5.400)        | DDR – Niederlande 4:2 | Tore: Halata, Richter, Wuckel, Peschke |
| 63. | 18. November 1987  | Rom (10.000)              | Italien – DDR 1:1     | Tor: Doll (7.)                         |
| 64. | 13. April 1988     | Aue (6.700)               | DDR – Portugal 3:0    | Tore: Lindner, Marschall, Richter      |
| 65. | 30. April 1988     | Bischofswerda (5.800)     | DDR – Island 3:0      | Tore: Marschall, Peschke, Raab         |

### Spieleraufgebot 1986/88
(* bisherige A-Länderspiele, ** Einwechselspieler)
In den acht Qualifikationsspielen setzte Harro Miller 30 Spieler ein. Nur Jörg Weißflog, Damian Halata und Hans Richter bestritten alle Begegnungen. Wegen der strikten Abgrenzung zur A-Nationalmannschaft hatte nur die Hälfte des Aufgebots Länderspielerfahrung, wobei lediglich Hans Richter (15) und Jürgen Raab (13) vorher mehr als 10 A-Länderspiele bestritten hatten. Trotzdem hatte die Stammelf mit 26,1 Jahren einen relativ hohen Altersdurchschnitt. Miller ließ ein variables System spielen, im Mittelfeld wurden je nach Taktik drei bis fünf Spieler eingesetzt. Als Libero wurden Heiko Peschke oder Volker Schmidt aufgeboten.
| Name / Spiel Nr.      | 58  | 59   | 60   | 61  | 62   | 63  | 64   | 65   |
| --------------------- | --- | ---- | ---- | --- | ---- | --- | ---- | ---- |
| Jörg Weißflog (7*)    | 1   | 1    | 1    | 1   | 1    | 1   | 1    | 1    |
| Heiko Peschke (-)     | 2   | -    | -    | 2   | 4    | 3   | 2    | 2    |
| Volker Schmidt (-)    | -   | 3    | 2    | -   | 2    | -   | -    | -    |
| Detlef Schößler (5)   | 3   | -    | -    | 3   | 3    | 2   | -    | -    |
| Waldemar Ksienzyk (-) | 3** | -    | -    | -   | -    | -   | -    | -    |
| Frank Cebulla (-)     | -   | -    | 3    | -   | -    | -   | -    | -    |
| Burkhard Reich (-)    | 4   | 4    | 4    | -   | -    | -   | -    | -    |
| Matthias Lindner (-)  | 5   | 2    | -    | -   | -    | 5   | 4    | 4    |
| Uwe Bredow (-)        | -   | 7**  | 5    | 5   | 6    | 8   | -    | -    |
| Marco Köller (-)      | -   | -    | -    | -   | 5    | -   | -    | 5    |
| Dirk Schuster (-)     | -   | -    | -    | -   | -    | -   | 5    | -    |
| Harald Mothes (1)     | 6   | 6    | 7    | 7   | 10** | -   | -    | -    |
| Jens Pahlke (-)       | 6** | -    | -    | -   | -    | 4   | -    | -    |
| Bernd Schulz (3)      | 7   | -    | -    | 4   | -    | 4** | -    | 7    |
| Lutz Radtke (-)       | -   | -    | -    | -   | -    | 6   | 3    | 3    |
| Damian Halata (2)     | 8   | 10   | 6    | 6   | 7    | 7   | 6    | 6    |
| Rico Steinmann (3)    | -   | -    | -    | 8   | -    | -   | -    | -    |
| Heiko März (-)        | -   | -    | -    | -   | 8    | -   | 7    | -    |
| Christian Backs (9)   | 9   | 8    | 8    | -   | -    | -   | -    | -    |
| Axel Wittke (-)       | -   | 5    | 9    | 8** | -    | -   | -    | -    |
| Jürgen Raab (13)      | -   | -    | -    | -   | 9    | 10  | 8    | 9    |
| Matthias Sammer (4)   | -   | -    | -    | -   | -    | -   | 9    | 8    |
| Heiko Scholz (3)      | -   | -    | -    | -   | -    | -   | 9**  | 11** |
| Hans Richter (15)     | 10  | 9    | 10** | 9** | 10   | 11  | 11   | 11   |
| Frank Pastor (6)      | -   | 11   | 11   | 11  | -    | -   | -    | -    |
| Thomas Doll (4)       | -   | -    | 10   | 9   | 8**  | 9   | -    | 8**  |
| Uwe Machold (-)       | -   | -    | -    | -   | -    | 9** | -    | -    |
| Olaf Marschall (2)    | -   | -    | -    | -   | -    | -   | 10** | 10   |
| Martin Busse (3)      | 11  | 7    | -    | -   | -    | -   | -    | -    |
| Markus Wuckel (-)     | -   | 11** | -    | 10  | 11   | -   | 10   | -    |

## Olympiaauswahl 1989/90

### Neuformierung
Zur Vorbereitung der Qualifikation für das olympische Fußballturnier 1992 erhielt im Sommer 1989 Nachwuchstrainer Hans-Jürgen Dörner den Auftrag, eine neue Olympiaelf zu formieren. Zwar sollte die Qualifikation im Rahmen der U-21-Europameisterschaft 1992 erfolgen. Da die DDR aber parallel noch an der 1990er U-21-EM mit ihrer Nachwuchsauswahl beteiligt war, hatte sich der DDR-Fußball-Verband entschieden, bis zum Ende des vorherigen Wettbewerbs mit zwei separaten Mannschaften zu operieren.
Im August wurde erstmals ein 16-köpfiger Olympiakader berufen, der in der spanischen Provinz Valencia an einem Turnier teilnahm und dort den 2. Platz nach einer Finalniederlage gegen die UdSSR belegte. Der Kern des Teams bestand aus Spielern der Geburtsjahrgänge 1969 bis 1971, die als Bestandteil der DDR-U-20-Auswahl im Februar 1989 an der Junioren-WM teilgenommen hatten.
Bis Mitte 1990 ergänzte Dörner den Kader durch weitere Spieler, der weitere Vorbereitungsspiele gegen andere Verbände, aber auch immer wieder Vereinsmannschaften – wie im September 1989 gegen Malmö FF (0:3) – austrug. Dabei kristallisierte sich folgende Stammelf heraus:
| Frank Schulze (Dresden) – Mario Kern (Dresden) – Sandy Enge (Magdeburg), Steffen Freund (Brandenburg), Thomas Linke (Erfurt), Henning Bürger (Jena) – Thomas Strecker (BFC), Stephan Prause (Frankfurt), Olaf Schreiber (Zwickau) – Jürgen Rische (Lok Leipzig), Henri Fuchs (Rostock) |

Im Laufe der Verhandlungen zwischen den beiden deutschen Fußballverbänden im Sommer 1990 über die Modalitäten eines Zusammenschlusses im Rahmen der deutschen Wiedervereinigung wurde festgelegt, dass der DFV seine Auswahlmannschaften aus den laufenden internationalen Wettbewerben zurückzieht. Damit wurde auch die Olympiaauswahl aufgelöst und trat nicht mehr als neue U-21 in der 1992er EM-Qualifikation an.

### Abschied
In der letzten im Fachblatt fuwo dokumentierten Partie dieser Auswahl traf diese kurz nach der WM 1990 auf einen Teilnehmer vom Turnier in Italien. Beim 2:1-Sieg gegen die A-Nationalelf der USA im Milwaukee County Stadium wurden vor mehr als 12.000 Zuschauern die folgenden Spieler aufgeboten:
| 28. Juli 1990 USA – DDR 1:2 in Milwaukee. |
| --- |
| DDR: Jens Weißgärber – Sandy Enge, André Hofschneider, Stefan Marx, Kay Wenschlag (84. Nico Däbritz), Thomas Linke (89. Jörg Schmidt), Jens Gerlach (78. Dirk Weitze), Stephan Prause, Olaf Schreiber (78. Frank Eschler), Thomas Rath, Jürgen Rische. Tore: 0:1 Gerlach (34. Min.), 0:2 Rische (43. Min.). |

## Olympiaauswahlspieler
Da die ostdeutsche Olympiaauswahl aufgrund jener die staatssozialistischen Länder bevorzugenden Teilnahmebedingungen für Amateursportler in den 1960er- und 1970er-Jahren meist identisch mit der DDR-A-Nationalmannschaft identisch war, gab es für die Olympiavertretung sehr selten zusätzlich Testspiele gegen andere Verbände. Diese Begegnungen wurden in aller Regel von der A-Vertretung bestritten und teilweise aus statistischer Sicht – wie beispielsweise die Begegnungen gegen Bulgarien, Burma (beide 1963) und Ceylon (1964) – sogar von den Journalisten und Buchautoren der im Sportverlag Berlin herausgegebenen Publikationen auch doppelt erfasst. Diese Zählweise gilt auch für einige Pflichtspiele während der olympischen Turniere und ihrer Vorausscheidung.
Diese Auswahl stand somit zu Beginn ihrer Existenz fast ausschließlich in Qualifikations- und Endrundenspielen auf dem Platz. Dementsprechend sind bei den berufenen Akteuren jener Jahre die Einsatzzahlen in Pflichtspielen oft identisch mit den Gesamtdaten. Mit Beginn der Vorbereitung auf das Turnier in Moskau und der damit notwendig gewordenen Trennung von A-Auswahl und Olympiaelf trat letztere auch in vielen Vorbereitungsspielen an. So weilte das Team unter anderem zweimal beim Nehru Cup und bestritt dort 1986 fünf und 1987 vier Partien.
Aus diesem Grund wird die Liste der Rekordspieler von den Stammkräften der beiden Qualifikationen für die olympischen Fußballturniere 1984 und 1988 dominiert, da mehr Einsatzchancen in dieser Mannschaft vorhanden waren als in den Jahrzehnten zuvor. Ausnahmen stellen in den Top 10 Eberhard Vogel und Jürgen Croy dar, die langjährige Stammkräfte der sich aus demselben Spielerkreis rekrutierenden A-Nationalelf beziehungsweise Olympiamannschaft der 1960er- und 1970er-Jahre waren. Die besten neun Torschützen der DDR-Olympiaauswahlgeschichte sind weniger deutlich auf einen einzelnen Zeitraum verteilt, da sich profilierte Stürmer wie Hans-Jürgen Kreische und Joachim Streich auch in wenigen Einsätzen für dieses Team als sehr treffsicher erwiesen sowie Heino Kleiminger (vier) und Hermann Stöcker (drei) von ihren Mehrfachtorerfolgen beim 12:1-Sieg gegen Ceylon im Januar 1964 in diesem Kontext immens profitierten.
| Rekordspieler der Olympiaauswahl (Top 10) | Rekordspieler der Olympiaauswahl (Top 10)     | Rekordspieler der Olympiaauswahl (Top 10) | Rekordspieler der Olympiaauswahl (Top 10) |
| ----------------------------------------- | --------------------------------------------- | ----------------------------------------- | ----------------------------------------- |
| Spieler                                   | Club                                          | Einsätze                                  | Jahre                                     |
| Hans Richter                              | FC Karl-Marx-Stadt / 1. FC Lokomotive Leipzig | 31                                        | 1982–1988                                 |
| Damian Halata                             | 1. FC Magdeburg                               | 30                                        | 1986–1988                                 |
| Harald Mothes                             | BSG Wismut Aue                                | 29                                        | 1984–1988                                 |
| Jürgen Raab                               | FC Carl Zeiss Jena                            | 28                                        | 1983–1987                                 |
| Frank Pastor                              | HFC Chemie / BFC Dynamo                       | 25                                        | 1983–1988                                 |
| Heiko Peschke                             | FC Carl Zeiss Jena                            | 25                                        | 1986–1988                                 |
| Eberhard Vogel                            | SC/FC Karl-Marx-Stadt / FC Carl Zeiss Jena    | 24                                        | 1964–1976                                 |
| Christian Backs                           | BFC Dynamo                                    | 23                                        | 1982–1987                                 |
| Martin Busse                              | FC Rot-Weiß Erfurt                            | 23                                        | 1983–1987                                 |
| Jürgen Croy                               | BSG Sachsenring Zwickau                       | 23                                        | 1968–1976                                 |

| Rekordtorschützen der Olympiaauswahl (Top 9) | Rekordtorschützen der Olympiaauswahl (Top 9)  | Rekordtorschützen der Olympiaauswahl (Top 9) | Rekordtorschützen der Olympiaauswahl (Top 9) |
| -------------------------------------------- | --------------------------------------------- | -------------------------------------------- | -------------------------------------------- |
| Spieler                                      | Club                                          | Tore                                         | Jahre                                        |
| Hans-Jürgen Kreische                         | SG Dynamo Dresden                             | 10                                           | 1967–1972                                    |
| Hans Richter                                 | FC Karl-Marx-Stadt / 1. FC Lokomotive Leipzig | 10                                           | 1982–1988                                    |
| Eberhard Vogel                               | SC/FC Karl-Marx-Stadt / FC Carl Zeiss Jena    | 10                                           | 1964–1976                                    |
| Heino Kleiminger                             | SC Empor Rostock                              | 8                                            | 1963–1964                                    |
| Hermann Stöcker                              | SC Aufbau Magdeburg                           | 8                                            | 1963–1964                                    |
| Joachim Streich                              | F.C. Hansa Rostock / 1. FC Magdeburg          | 8                                            | 1971–1975                                    |
| Henning Frenzel                              | SC Leipzig / 1. FC Lokomotive Leipzig         | 7                                            | 1964–1971                                    |
| Dieter Kühn                                  | 1. FC Lokomotive Leipzig                      | 7                                            | 1979–1984                                    |
| Jürgen Raab                                  | FC Carl Zeiss Jena                            | 7                                            | 1983–1987                                    |